# Schronisko Wysokie w Żytniej Skale
Schronisko Wysokie w Żytniej Skale, Jaskinia Wysoka w Żytniej Skale – schronisko w Żytniej Skale we wsi Bębło w województwie małopolskim, w powiecie krakowskim, w gminie Wielka Wieś. Jest to obszar na Wyżynie Olkuskiej w obrębie Wyżyny Krakowsko-Częstochowskiej.

## Opis schroniska
Schronisko znajduje się w północno-zachodniej ścianie Skały Żytniej, jego duży otwór wejściowy ma ekspozycję północno-wschodnią. W Skale Żytniej jest jedna jaskinia i 6 schronisk, ale Schronisko Wysokie jest łatwo rozpoznawalne, gdyż ma wysoki otwór, częściowo zawalony wielkim głazem. Za nim znajduje się duża komora, a w jej prawej ścianie jest otwór krótkiego korytarzyka. Kazimierz Kowalski w 1951 r. podaje, że był on zamulony. Grotołazi jednak przekopali go dostając się do drugiego otworu. W stropie dużej komory są kotły wirowe i 5,5 metrowej wysokości komin. Pokryte czarnym nalotem ślady przepływu wody występują także na ścianach schroniska. Brak nacieków jaskiniowych.
Schronisko powstało na pionowej szczelinie skalnej w skalistych wapieniach z okresu jury późnej. Szczelina ta została rozmyta w wyniku procesów krasowych. Na jego lepiej oświetlonych skałach rozwijają się glony, porosty i mchy. Namulisko jest próchniczno-gliniaste. K. Kowalski w 1951 r. pisze, że nie było rozkopywane.

## Historia badań i dokumentacji
Schronisko znane było od dawna. Po raz pierwszy w piśmiennictwie wymienia go S.J. Czarnowski w 1899 r. Krótki opis i plan schroniska podaje K. Kowalski w 1951 r. W 1967 r. archeolodzy przeprowadzili badania osadów w schroniskach i jaskini Skały Żytniej. Znaleźli szczątki plejstoceńskich zwierząt i niewielką ilość krzemiennych narzędzi z górnego paleolitu. Schroniska te były więc zamieszkiwane przez ludzi w okresie paleolitu, ale także później – znaleziono bowiem fragmenty ceramiki tzw. lendzielskiej i promienistej, pochodzące z wczesnego średniowiecza. W 1982 r. interdyscyplinarne badania osadów w schroniskach Skały Żytniej prowadziła T. Madeyska.

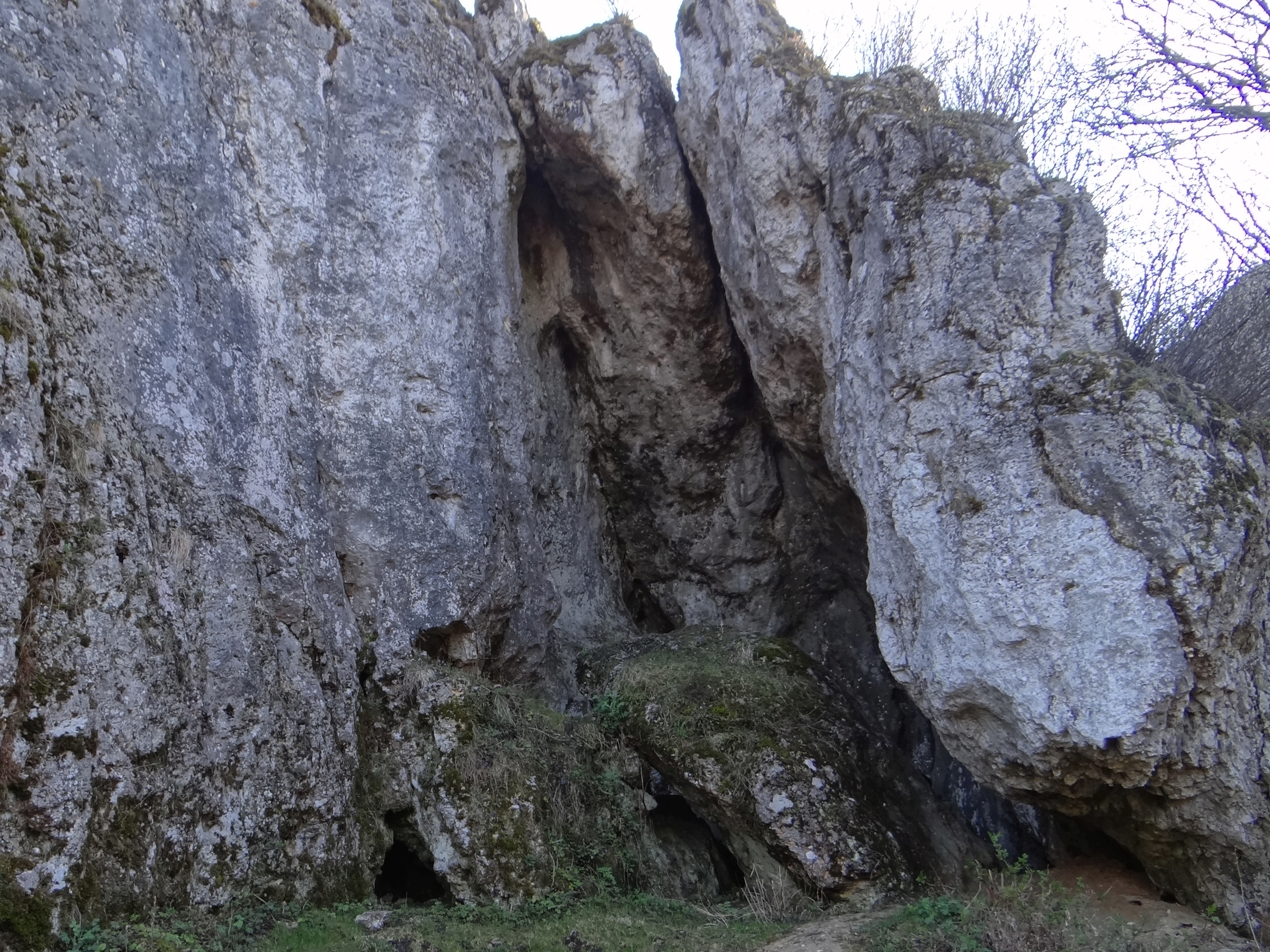
Otwór
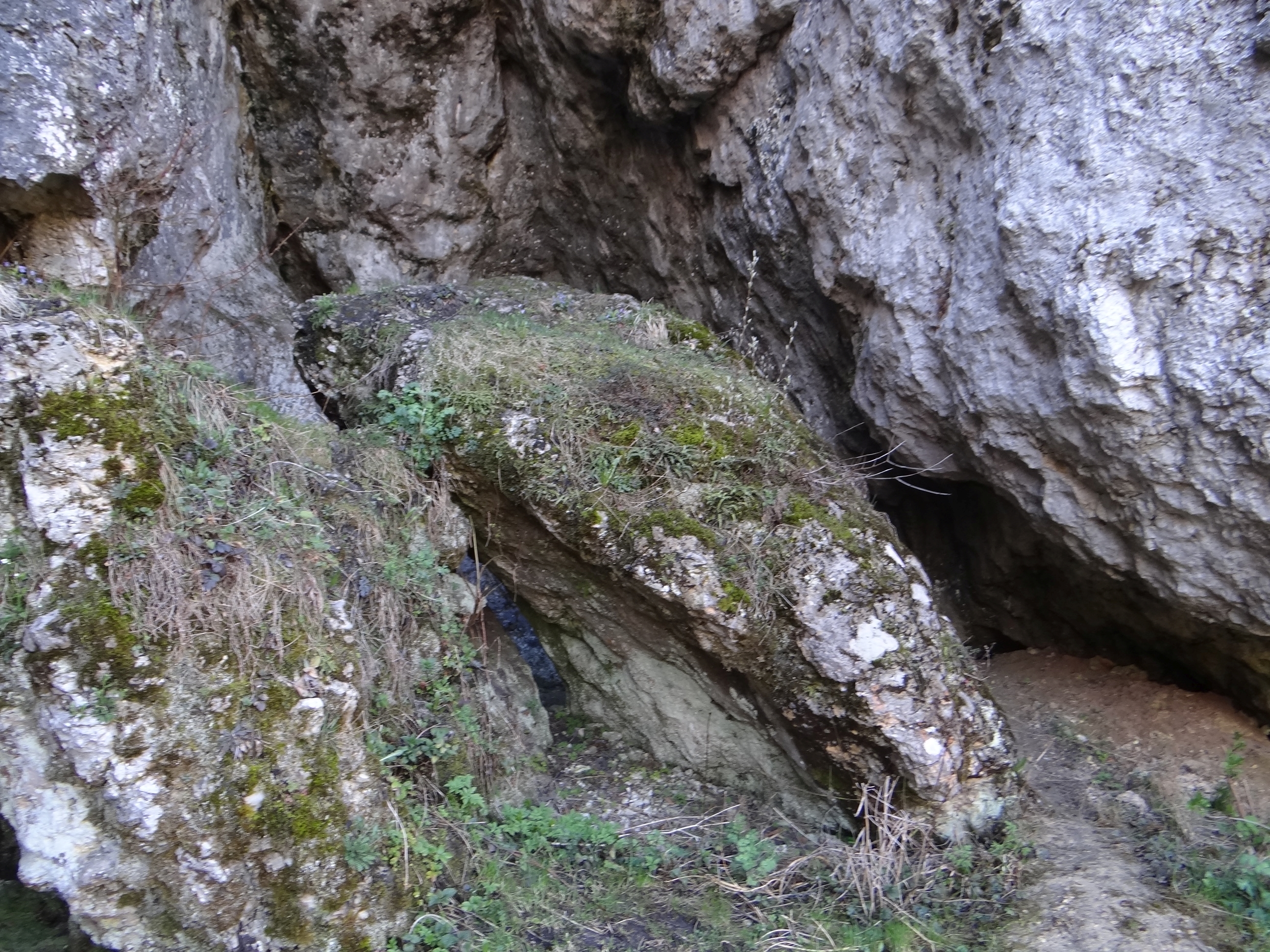
Głaz w otworze wejściowym schroniska
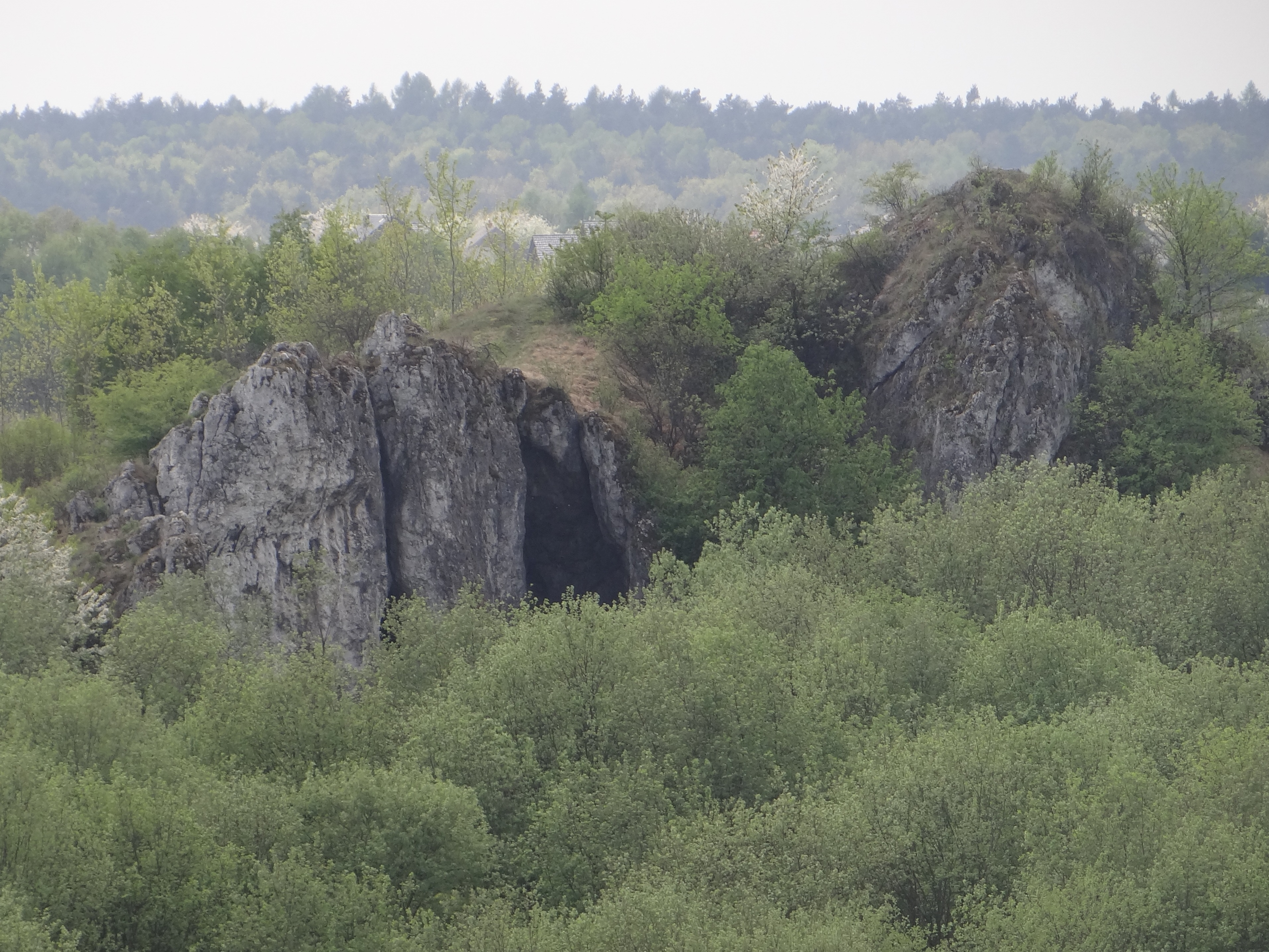

## Jaskinie i schroniska Skały Żytniej
W Skale Żytniej znajduje się blisko siebie 6 schronisk i dwie jaskinie:
- Jaskinia pod Agrestem,
- Jaskinia w Żytniej Skale Górna (długość 13 m),
- Schronisko Dolne w Żytniej Skale (długość 10,5 m),
- Schronisko Małe w Żytniej Skale (Jaskinia Mała) – pierwsze od zachodniej strony,
- Schronisko nad Dolnym w Żytniej Skale (długość 4,7 m),
- Schronisko Przechodnie w Żytniej Skale (Jaskinia Przechodnia). Ma długość kilkunastu metrów, wysokość pozwalającą na swobodne przejście i dwa otwory; jeden główny i drugi, boczny i mniejszy. Otwory te połączone są z sobą niskim tunelem
- Schronisko Wysokie w Żytniej Skale (Jaskinia Wysoka), z dużą komorą o wysokim sklepieniu i wielkim głazem w otworze wejściowym,
- Schronisko za Stodołą w Żytniej Skale (długość 6,50 m)[5].